# 발도 델리 우발디역
발도 델리 우발디 역(이탈리아어: Baldo degli Ubaldi)은 발도 델리 우발디 가 (via Baldo degli Ubaldi)와 프란체스코 스카두토 가 (Via Francesco Scaduto)의 교차로에 위치한 로마 지하철 A선의 역이다. 이 역은 발레 아우렐리아 역-바티스티니 역 구간 사이에 위치하고 있으며, 2000년 1월 1일 개통했다.

## 시설
발도 델리 우발디 역에는 다음과 같은 시설이 있다.
- 매표소
- 장애인 전용 승차시설
- 에스컬레이터
- 엘리베이터
- 역 감시카메라 (CCTV)

## 역 주변
- 델림마콜라타 피부협회 (Istituto Dermatologico dell'Immacolata)